# Design aberto
Design aberto (do inglês: open design) é um termo que denomina o desdobramento do modelo de produção e circulação do código aberto para além do âmbito das tecnologias de software, abrangendo bens tangíveis como o hardware, processos industriais, técnicas de agricultura e construção, como também de fabricação e reparação de objetos físicos em geral. Projetos do tipo podem ser inteira ou parcialmente conduzidos como processos colaborativos peer-to-peer, por vezes contendo um núcleo institucional que mantém a maioria das tarefas de produção, enquanto abre possibilidades para o co-desenvolvimento por parte de uma comunidade. Os objetivos e a filosofia do movimento são semelhantes aos do movimento Software Livre, mas são implementados para o desenvolvimento de produtos físicos. O designer aberto é uma forma de co-criação, onde o produto final é projetado per usuários, ao invés de uma parte interessada externa, como em uma empresa privada.
A produção de tecnologias e objetos físicos em geral impõe desafios consideráveis ao modelo produtivo aberto, que complicam a simples transferência de métodos e conceitos do âmbito dos softwares e conteúdos digitais. Projetos de design aberto exigem colaboradores com um domínio consistente de saberes especializados e de pessoas com formações diversas, dado a necessidade de grupos multidisciplinares para a realização da maioria dos projetos.
Existe uma forte preferência pela modularidade no design aberto, semelhante ao que já ocorre com os softwares livres, em razão da viabilidade que confere à elaboração de projetos complexos de maneira colaborativa.

## História
Mais recentemente, no início dos anos 90, os princípios do design aberto têm sido relacionados com os movimentos de software livre e código aberto. Em 1997, Eric S. Raymond, Tin O’ Reilly e Larry Augustin estabeleceram o “ código aberto” como uma expressão alternativa ao “software livre”, e em 1997 Bruce Perens publicou The Open Source Definition.
No final de 1998, o Dr. Sepehrn Kiani, co-fundador da Open Design Foundation, percebeu que os designers poderiam se beneficiar das políticas abertas, e no início de 1999 ele convenceu o Dr. Ryan Vallance, seu futuro sócio, dos benefícios potenciais do design aberto em aplicações de design de máquina. Juntos eles estabeleceram a Open Design Foundation como uma corporação sem fins lucrativos, e propuseram a desenvolver uma definição de design aberto. 
A primeira vez em que se cunhou a expressão design aberto foi na tese de mestrado de Ronen Kadushin, designer e educador israelense, em 2004, que levou à formalização do termo no manifesto de design aberto em 2010. 

## Direções atuais
O movimento de Design Aberto vem unindo as duas principais tendências para um único objetivo. Por um lado, as pessoas aplicam suas habilidades e seu tempo em projetos para o bem comum, em temas que comumente se tem uma falta de financiamento privado ou interesse comercial, para países em desenvolvimento ou para ajudar a difundir tecnologias ecológicas ou mais baratas. Na segunda perspectiva, o design aberto pode fornecer uma estrutura para desenvolver projetos e tecnologias avançadas que podem estar além dos recursos de qualquer empresa ou país e envolver pessoas que, sem o mecanismo do copyleft, não poderiam colaborar. Desde meados dos anos 2000, uma terceira tendência vem surgindo, em que esses dois métodos se unem para utilizar soluções locais de alta tecnologia, de código aberto, personalizadas para o desenvolvimento sustentável.
O design aberto tem um grande potencial na condução de inovações futuras, uma vez que pesquisas, como a realizada por Heloísa Neves, provaram que as pessoas das partes interessadas que trabalham juntas em projetos de design aberto produzem designs mais inovadores do que as pessoas que prestam consultoria em design através de meios mais tradicionais.

## Dificuldades
O movimento de Design Aberto é atualmente bastante incipiente, mas tem um grande potencial para o futuro. Em alguns aspectos, o design e a engenharia são ainda mais adequados ao desenvolvimento colaborativo aberto do que alguns projetos de software de código aberto, que são cada vez mais comuns. Com modelo 3D e fotografia, o conceito pode muitas vezes ser entendido visualmente, onde não é sequer necessário que os membros do projeto falem a mesma língua para colaborar de forma útil.
No entanto, existem certas barreiras a serem ultrapassadas para um design aberto quando comparamos com o desenvolvimento de software, onde existem ferramentas maduras e amplamente utilizadas e uma distribuição do código de maneira mais eficaz.
Criar, testar e modificar desenhos físicos não é tão simples, devido ao esforço, tempo e custo necessários para criar um artefato físico; entretanto com o acesso a técnicas de fabricação flexíveis e controladas por computador, é possível que a complexidade e o esforço durante a construção possa ser significativamente reduzida.

## Projetos

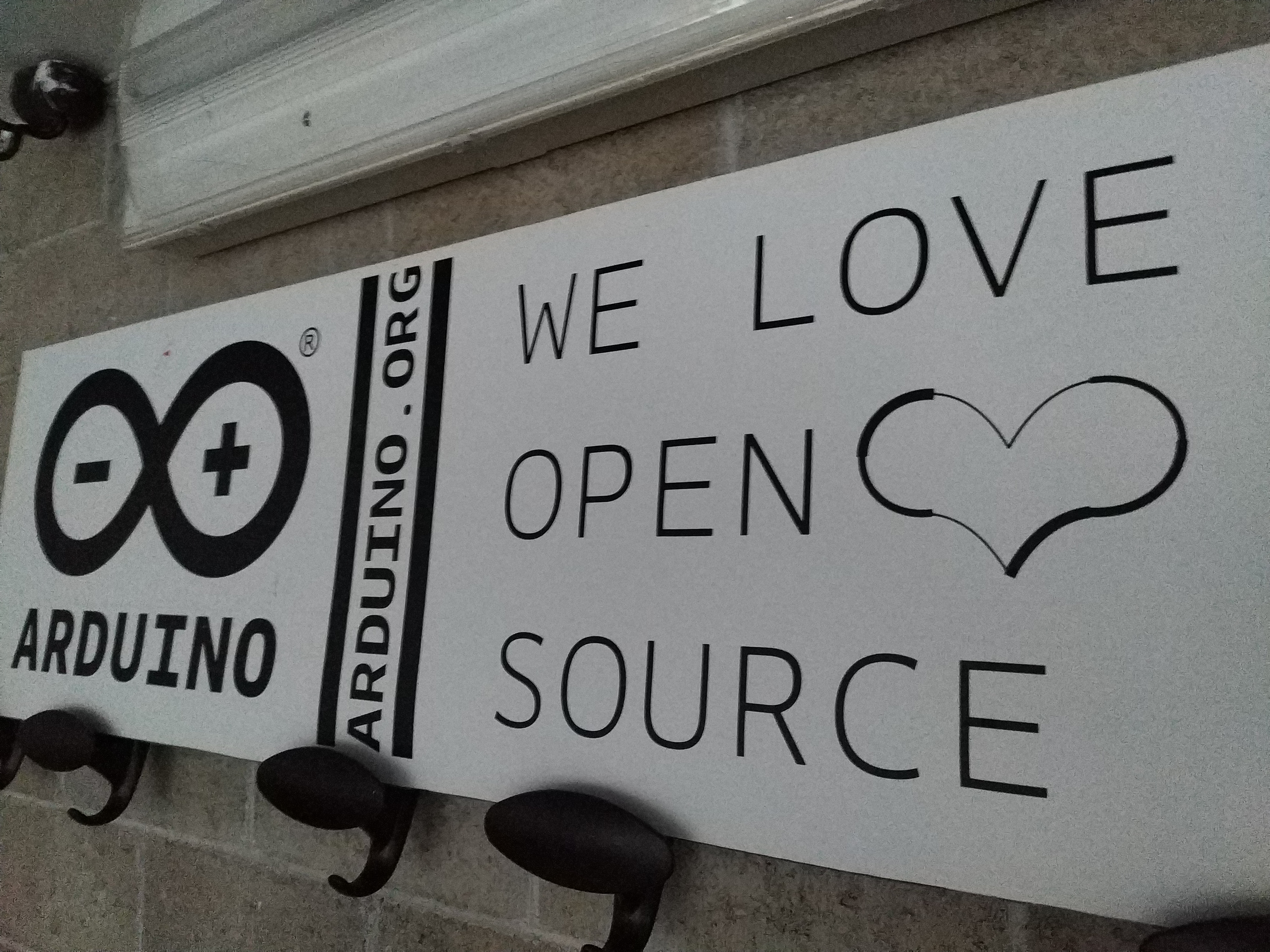
Nós amamos Código Aberto. Arduíno.

- AguaClara, um grupo de engenharia de código aberto da Universidade de Cornell, que vem publicando uma ferramenta de design e desenhos CAD para estações de tratamento de água.Nós amamos Código Aberto. Arduíno.Arduino, uma plataforma de hardware de código aberto e eletrônica, para comunidades educacionais e empresas.

- Free Beer
- OScar
- OpenMoko
- Projeto RepRap

- One Laptop Per Child, o projeto que visa dar para cada criança em países em desenvolvimento um computador laptop.